# Champion (одежда)
Champion (или также Champion U.S.A.) — американский производитель одежды, специализирующийся преимущественно на одежде для спорта. Бренд находится в собственности компании Authentic Brands Group. Изначально компания располагалась в Рочестере, штат Нью-Йорк, до её приобретения компанией Sara Lee Corporation.

## История
Компания была основана в 1919 году братьями Фейнблумами. Бренд вскоре заключил договор с компанией Michigan Wolverines на производство спортивной формы. В 1930-х компания была переименована в «Champion Knitting Mills Inc.», производя в основном спортивные свитеры. Вскоре продукция компании была адаптирована для военной академии США для использования во время тренировок и на уроках физкультуры.
Champion шила спортивную форму для всех команд НБА в 1990-е годы, а также для некоторых команд НФЛ в 1980-е годы и 1990-е годы. Также компания снабжала спортивной одеждой многие американские колледжи, а в 1992 году изготовила форму для команды «Dream Team», использованную на летних олимпийских играх 1992 года в Барселоне. С середины восьмидесятых Champion становится популярна среди подростков и студентов.
С 2008 года компания производит форму для Английской Премьер-лиги, футбольного клуба Уиган Атлетик, сборной Уэльса по футболу, мужской сборной Греции по баскетболу, а также для итальянского баскетбольного клуба Канту.
В течение долгих лет Champion шила форму для спортивных команд американского университета Нотр-Дам в Саут-Бенде. В 2001 году университет Нотр-Дам заключил пятилетний контракт с фирмой Adidas, что прервало сотрудничество бренда Champion и университета, продлившееся более пятидесяти лет.
С 1989 года бренд принадлежал Sara Lee Corporation, в 2006 году перешёл к Hanesbrands, а в 2024 году был продан компании Authentic Brands Group.

## Спонсорство
Champion производила форму для следующих клубов и команд:

### Действующие контракты

#### Баскетбол

##### Федерации
- ФИБА[7]

##### Национальные сборные
- Албания Албания
- Кипр Кипр[8]
- ЮАР ЮАР

##### Баскетбольный клуб
- Сербия FMP
- Хорватия Задар

#### Лакросс
- США Национальная сборная США

### Закончившиеся контракты

#### Американский и канадский футбол
- США XFL (2001 г.)
- Канада Канадская футбольная лига (1987-89 гг.)

#### Баскетбол
- Канада  США НБА, все команды (1990—2002 гг.)
- США Мужская сборная США по баскетболу (1992—2000 гг.)
- Италия Мужская сборная Италии по баскетболу (1996—2016 гг.)
- Италия Виртус, Болонья (1999—2005 гг.)

#### Футбол
- Англия Уиган Атлетик (2008-09 гг.)
- Италия Парма (1999—2005 гг., в том числе как главный спонсор клуба в последнем сезоне)
- Уэльс Сборная Уэльса по футболу (2008-10 гг.)
- Франция Сошо (2003-05 гг., в том числе как главный спонсор клуба в последнем сезоне)

## Лицензированный производитель сувениров

### Реплики спортивной формы команд
- Канада  США НБА, все команды (1990—2002 гг.)
- США НФЛ, все команды (с 1980-х по 2000 гг.)
- США XFL, все команды (2001 г.)